# Ettore Mattia
Ettore Mattia, né le 30 mai 1910 à Potenza et mort le 10 octobre 1982  à Rome, est un critique de cinéma et acteur italien.

## Filmographie partielle
- 1952 : Le Manteau d'Alberto Lattuada
- 1965 : La Célestine (La Celestina P... R...) de Carlo Lizzani
- 1968 : La pecora nera de Luciano Salce
- 1980 : La Cigale (La cicala) d'Alberto Lattuada
- 1982 : Monsignor de Frank Perry